# Pulitzer-Preis 1968
Der Pulitzer-Preis 1968 war die 52. Verleihung des renommierten US-amerikanischen Literaturpreises. Es wurden Preise in 15 der 16 Kategorien im Bereich Journalismus und dem Bereich Literatur, Theater und Musik vergeben.
Während bis zur Verleihung 1967 Fotografen in einer Kategorie ausgezeichnet wurden, wurde ab der Verleihung 1968 Preise für Fotografen in den Kategorien Fotoberichterstattung von aktuellen Schauplätzen (Spot News Photography) und Feature-Fotoberichterstattung (Feature-Photography) vergeben. Die beiden Kategorien ersetzten die Kategorie Fotografie (Photography).
Die Jury des Pulitzer-Preises bestand aus 13 Personen unter dem Vorsitz von Joseph Pulitzer, Enkel des Pulitzer-Preis-Stifters und Herausgeber des St. Louis Post-Dispatch.

## Preisträger
| Kategorie                                                                                                   | Preisträger                                                 | Begründung |
| --- | ----------------------------------------------------------- | --- |
| Dienst an der Öffentlichkeit (Public Service)                                                               | Riverside Press-Enterprise                                  | Preis verliehen für die Aufdeckung von Korruption an einem kalifornischen Gericht, das zu Ungunsten von indianischen Stämmen entschied.                                  |
| Allgemeine Lokalnachrichten oder Berichte von aktuellen Schauplätzen (Local General or Spot News Reporting) | Mitarbeiter der Detroit Free Press                          | Preis verliehen für die Berichterstattung über die Unruhen in Detroit im Jahr 1967.                                                                                      |
| Lokaler investigativer Spezialjournalismus (Local Investigative Specialized Reporting)                      | J. Anthony Lukas, The New York Times                        | Preis verliehen für die Artikel über das Leben und die Ermordung von Linda Fitzpatrick.                                                                                  |
| Berichterstattung im Inland (National Reporting)                                                            | Howard James, The Christian Science Monitor                 | Preis verliehen für Artikelserie mit dem Titel Crisis in the Courts. |
| Berichterstattung im Inland (National Reporting)                                                            | Nathan K. Kotz, Des Moines Register und Minneapolis Tribune | Preis verliehen für die Berichterstattung über die unhygienischen Zustände bei der Verpackung von Fleisch, die zur Verabschiedung des Federal Wholesome Meat Act führte. |
| Auslandsberichterstattung (International Reporting)                                                         | Alfred Friendly, The Washington Post                        | Preis verliehen für die Berichterstattung über die Sechstagekrieg. |
| Leitartikel (Editorial Writing)                                                                             | John S. Knight, Knight Newspapers                           | Preis verliehen für Leitartikel im Laufe des Jahres. |
| Karikatur (Editorial Cartooning)                                                                            | Eugene Gray Payne, The Charlotte Observer                   | Preis verliehen für die Karikaturen im Jahr 1967. |
| Fotoberichterstattung von aktuellen Schauplätzen (Spot News Photography)                                    | Rocco Morabito, Jacksonville Journal                        | Preis verliehen für die Fotografie mit dem Titel The Kiss of Life. |
| Feature-Fotoberichterstattung (Feature-Photography)                                                         | Toshio Sakai, United Press International                    | Preis verliehen für die Fotografie des Vietnamkriegs mit dem Titel Dreams of Better Times.                                                                               |

| Kategorie                                                   | Preisträger                                                                                   |
| ----------------------------------------------------------- | --------------------------------------------------------------------------------------------- |
| Belletristik (Fiction)                                      | The Confessions of Nat Turner (dt. Titel: Die Bekenntnisse des Nat Turner) von William Styron |
| Theater (Drama)                                             | nicht vergeben                                                                                |
| Geschichte (History)                                        | The Ideological Origins of the American Revolution von Bernard Bailyn                         |
| Biographie oder Autobiographie (Biography or Autobiography) | Memoirs (dt. Titel: Memoiren eines Diplomaten) von George F. Kennan                           |
| Dichtung (Poetry)                                           | The Hard Hours von Anthony Hecht                                                              |
| Sachbuch (General Nonfiction)                               | The Story of Civilization: Rousseau and Revolution von Will und Ariel Durant                  |
| Musik (Music)                                               | Echoes of Time and the River von George Crumb                                                 |